# Oenanthe globulosa

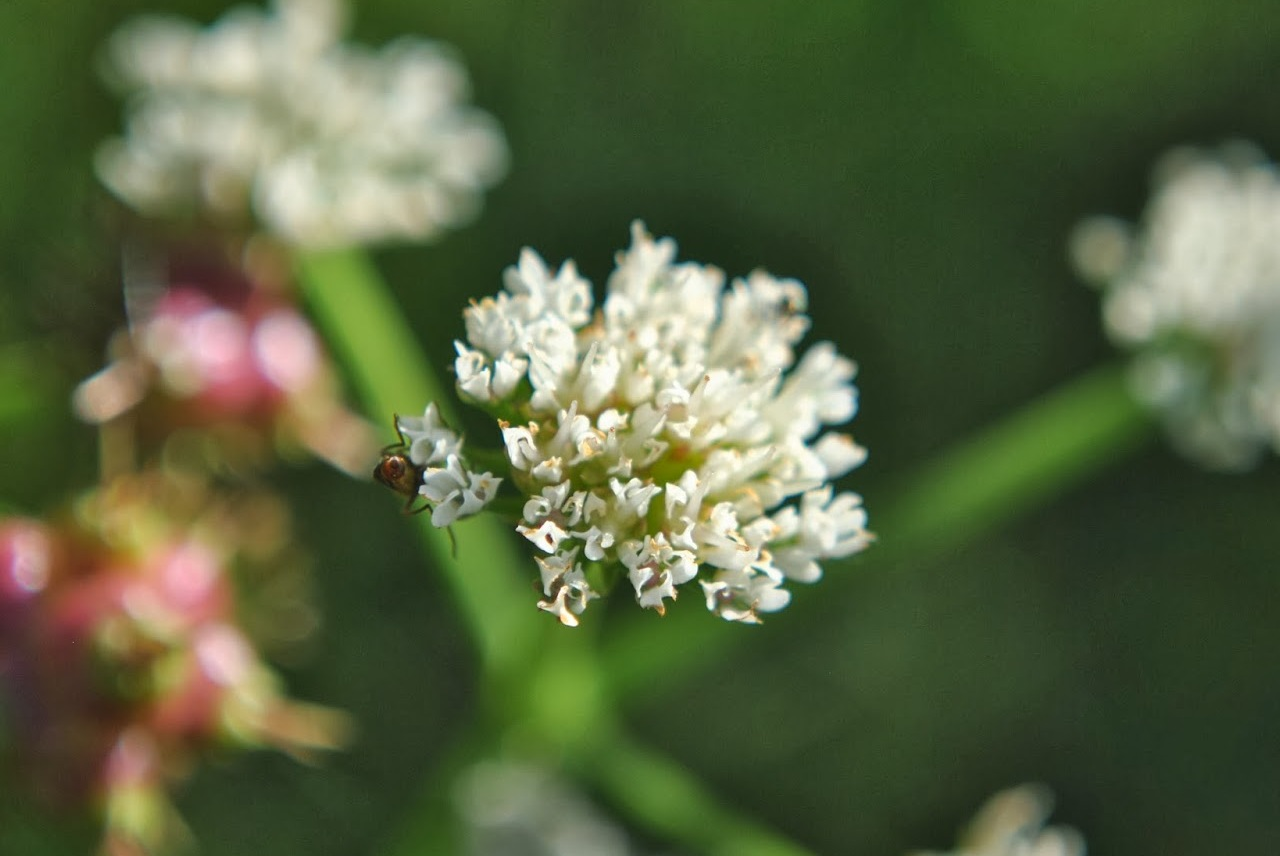
Oenanthe globulosa en flor. Suelo arenoso y húmedo en el margen del Río de la Plata

Oenanthe globulosa es una especie de planta herbácea perteneciente a la familia de las apiáceas. Es originaria de la región del Mediterráneo.

## Descripción
Es una planta herbácea perennifolia que alcanza hasta los 60 cm de longitud. Es fácil de reconocer cuando está en flor, que es de color blanco, ya que no hay muchas umbelíferas dentro de las zonas húmedas. Los tallos son erectos y angulosos con hojas divididas en segmentos muy estrechos. La morfología de los frutos le da nombre a la planta, son muy característicos por estar hinchados y tener forma globosa, los radios de la inflorescencia también se vuelven gruesos y rígidos al fructificar.

## Distribución y hábitat
Se encuentra en el Mediterráneo occidental, en las zonas húmedas y albuferas. 

## Taxonomía
Oenanthe globulosa fue descrita por Carlos Linneo y publicado en Sp. Pl. 1: 255. 1753
Etimología
Oenanthe: nombre genérico que deriva del griego oinos = "vino", para una planta de olor a vino, y el nombre griego antiguo para alguna planta espinosa.
globulosa; epíteto latino que significa "como un globo".
Citología
Número de cromosomas de Oenanthe globulosa (Fam. Umbelliferae) y táxones infraespecíficos: n=11

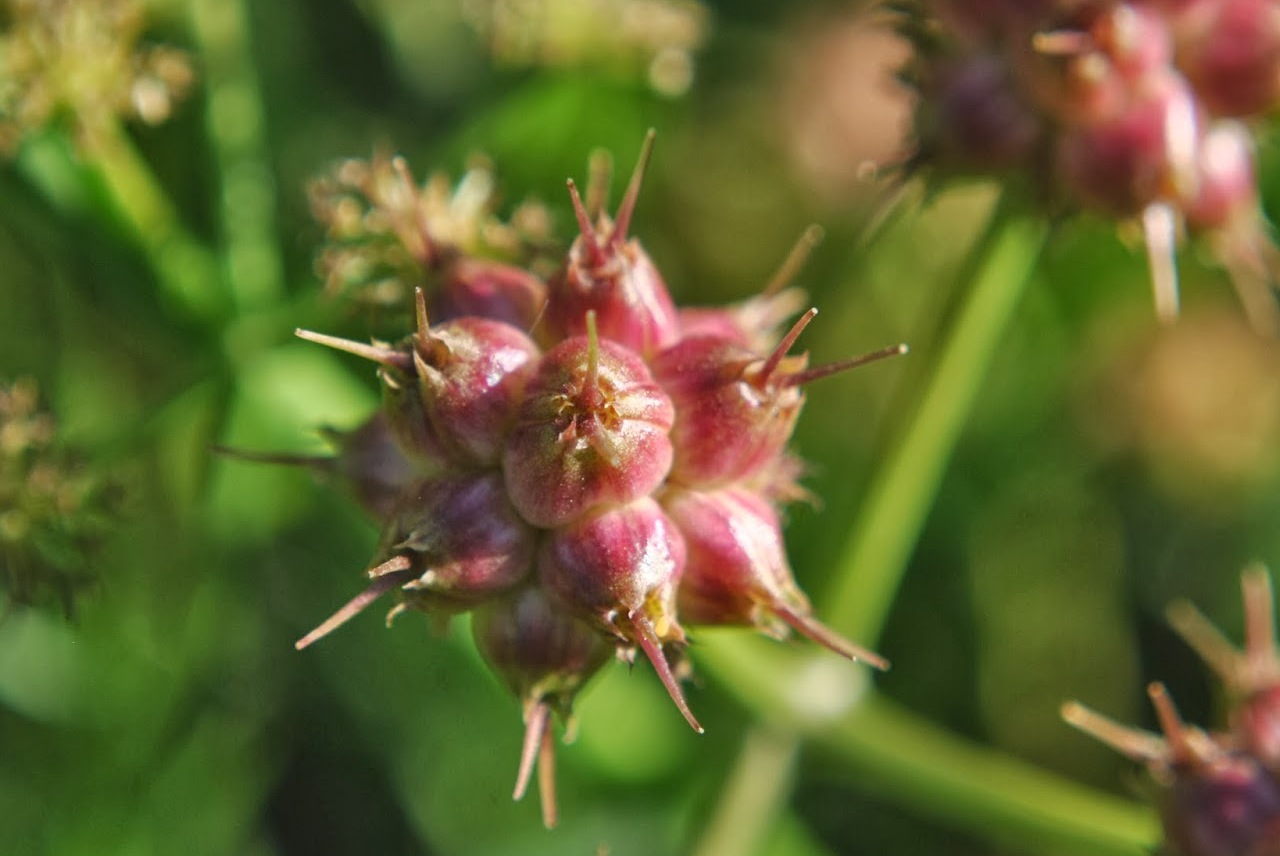
Oenanthe globulosa. Montevideo, Pajas Blancas, Suelo arenoso húmedo al margen del Río de la Plata. Frutos

Sinonimia
- Oenanthe diffusa Lag.
- Oenanthe globulosa. Montevideo, Pajas Blancas, Suelo arenoso húmedo al margen del Río de la Plata. FrutosOenanthe kunzei Willk.[6]

## Nombre común
- Castellano: golondrinillas, perejiletes.[6]